# Bornon de Toul
Bornonw († 794 (?)), est le vingt-cinquième évêque de Toul.

## Biographie
Touché par la misère des habitants de Toul, Bornon emprunta une forte somme d'argent aux évêques de Metz et de Verdun et l'employa entièrement à la reconstruction de leurs maisons. Une action si généreuse mérita non seulement à Bornon l'affection et la reconnaissance des Toulois mais encore l'estime et la bienveillance du roi Pépin. Ce prince ne voulut pas que Bornon supportât la perte de cette somme : il la fit rembourser par le fisc royal. Charlemagne, aussi favorablement prévenu que son père en faveur de cet évêque, lui expédia de nouvelles chartes en remplacement de celles qui avaient été brûlées, lui restitua l'abbaye d'Ossonville et lui donna en toute propriété le village de Molzey . 
Son successeur a été l'évêque Unanimik.